# Der letzte Appell
Der letzte Appell ist ein aufgrund des Kriegsausbruchs 1939 unvollendet gebliebenes, deutsches See- und Weltkriegs-Filmdrama mit propagandistischen Untertönen von Max W. Kimmich. Die Hauptrollen spielen Emil Jannings und Werner Krauß. Dem zum Ruhm der deutschen Marine bei ihrem Kriegseinsatz 1914 gegen England gestalteten Film liegt das Bühnenstück „Fahrt nach Orplid“ (1936) von Bernd Hofmann zugrunde.

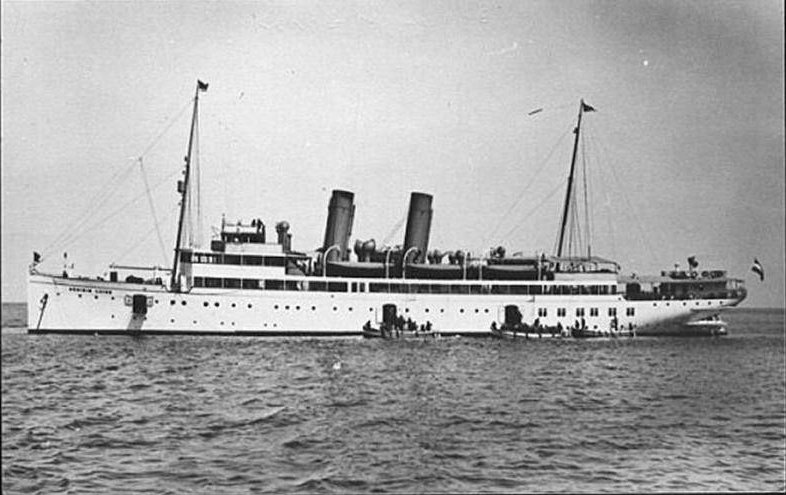
Im Mittelpunkt der Handlung: Die „Königin Luise“

## Handlung
Europa 1914. Kapitän Brodersen war einst ein Marineoffizier und wurde wegen einer Unbedachtheit aus seinem Dienst entlassen. Nun führt er als Kapitän die Königin Luise, ein Bäderschiff. Seine Tochter ist glücklich mit John Barnett, einem Offizier der britischen Kriegsmarine, verheiratet, nur Brodersens Sohn Walter, ein Künstler, der sich bevorzugt als Bohemien in Pariser Pazifistenkreisen aufhält, macht dem stramm national und militärisch denkenden Brodersen Sorgen.
Als der Erste Weltkrieg ausbricht, ändert sich die Lage für alle Beteiligten schlagartig. Die Königin Luise wird zu einem Hilfskreuzer umgebaut, und Kapitän Brodersen erhält den Befehl, mit seinem Schiff zur Themsemündung aufzubrechen, um dort einen Minengürtel, der die britischen Kriegsschiffe am Auslaufen in die Nordsee hindern soll, zu verlegen. Mit dieser „patriotischen“ Aufgabe betraut, blüht der bislang frustrierte Bäderdampfer-Kapitän richtig auf. Auch sein Sohn erscheint ihm „geläutert“. Das Lotterleben in der Feindeshauptstadt Paris hat sein Ende gefunden, und Walter meldet sich freiwillig zu den Waffen. Auf der Königin Luise stehen nun Vater und Sohn Seite an Seite, um den Briten Paroli zu bieten.
Doch die englische Kriegsmarine ist nicht untätig geblieben, der Kapitän des Kreuzers Amphion ist mit seinem Schiff sofort ausgelaufen und stellt vor der Themse seinen Gegner. Die Königin Luise wird versenkt, die Deutschen aufgefischt. An Bord des feindlichen Schiffes kommt es schließlich zur Wiederbegegnung zwischen Brodersen und seinem englischen Schwiegersohn. Dieser teilt ihm mit, dass Brodersens Tochter, also Johns Frau, schwanger sei und ihn, Brodersen, demnächst zum Opa machen werde. Ansonsten rät Barnett seinem Schwiegervater, sich an Bord loyal zu verhalten, dann werde ihm nichts geschehen. Dafür erwartet der Brite aber auch, dass ihm Brodersen verrät, wo genau er den Minengürtel ins Wasser gelassen habe. Doch der deutsche Patriot weigert sich trotz harter Verhörmethoden standhaft, sein Wissen preiszugeben und schaut lieber zu, wie die Amphion auf den Minengürtel zufährt. Es kommt zu einer gewaltigen Explosion, bei der alle Anwesenden auf dem Kreuzer ihr Leben lassen.

## Produktionsnotizen
Der letzte Appell wurde ab dem 14. Juli 1939, beginnend mit Außenaufnahmen im Kieler Hafen, gedreht. Zu diesem Zeitpunkt ging man davon aus, dass die Dreharbeiten „im September beendigt“ sein würden. Weitere Aufnahmen entstanden in der Ostsee vor Swinemünde. Die Dreharbeiten mussten jedoch zu Beginn des Septembers 1939 abgebrochen werden, da die an dieser Großproduktion beteiligten Einheiten der deutschen Kriegsmarine für den Überfall auf Polen benötigt wurden. Bis zur Einstellung der Dreharbeiten hatte der Film in rund sieben Wochen bereits rund eine Million Reichsmark verschlungen.
Jannings übernahm nicht nur die Hauptrolle und die Produktion, er zeichnete überdies als Künstlerischer Oberleiter verantwortlich. Herbert Ploberger entwarf die Kostüme.
Seit dem Beginn ihrer Karrieren über zwanzig Jahre zuvor hatten Emil Jannings und Werner Krauss, die beiden Stars des Films, mehrfach gemeinsam vor der Kamera gestanden. Nur wenige Wochen vor dem Beginn der Dreharbeiten zu Der letzte Appell beendeten sie ihre bis dahin letzte künstlerische Zusammenarbeit im Rahmen der Großproduktion Robert Koch, der Bekämpfer des Todes.

## Wissenswertes und Hintergründe
Ursprünglich, zur Zeit der Produktionsplanung im Winter 1938/39, war Karl Anton als Regisseur vorgesehen. Stattdessen wählte man aber schließlich den Schwager von Propagandaminister Joseph Goebbels, Max Kimmich. Historisch genau erfolgten die Umbauten des Dampfers Reiher in das einstige Bäderschiff Königin Luise sowie des Artillerieschulschiffs Bremse in den britischen Kreuzer Amphion.
Während der Dreharbeiten am 28. Juli 1939 ereignete sich ein schwerwiegender Zwischenfall: Eine Bombe explodierte dicht an dem Dampfer Reiher, „verursachte ein großes Loch unter der Wasserlinie, und der 2400 Tonnen große Dampfer neigte sich sofort zur Seite. An Bord des Dampfers befand sich die gesamte Film-Expedition“. Verletzt wurde jedoch niemand. An der Rettung beteiligte sich auch das Artillerieschulschiff Bremse. Der Dampfer Reiher wurde in ein Dock gezogen, und das Filmteam erhielt mit dem Handelsschulschiff „Deutschland“ ein Ersatzschiff.
Ursprünglich war eine Fortsetzung der Dreharbeiten für den März 1940 geplant, doch kam es nicht dazu, und Der letzte Appell blieb unvollendet. Das fertiggestellte Filmmaterial gilt als verschollen.

## Rezeption
Da dieser Film nicht fertig gestellt und somit auch nie aufgeführt wurde, gibt es auch keine Kritiken.